# Chuck Weyant
Chuck Weyant,  ameriški dirkač Formule 1, * 3. april 1923, St. Mary's, Ohio, ZDA, † 24. januar 2017, ZDA.
Chuck Weyant je med letoma 1955 in 1959 štirikrat sodeloval na ameriški dirki Indianapolis 500, ki je med letoma 1950 in 1960 štela tudi za prvenstvo Formule 1. Najboljši rezultat je dosegel na svoji prvi dirki leta 1955, ko je zasedel dvanajsto mesto. Umrl je januarja 2017 v 94. letu starosti kot najstarejši udeleženec dirk Indianapolis 500.